# Andreas Skeel
Andreas Skeel (født 26. januar 1731 på Nordborg Slot, død 11. november 1776 på Langholt) var en dansk godsejer, amtmand og gehejmeråd, bror til Frederik Christian, Jørgen Erik og Vilhelm Mathias Skeel.
Han var søn af gehejmeråd Holger Skeel og hustru født baronesse Güldencrone og var fra 1746 til 1749 udenlands, hvor han studerede i Leipzig og Genève, blev 1749 kammerjunker og samme år assessor i Hofretten, 1751 surnumerær og 1755 virkelig assessor i Højesteret og 1764 kammerherre. Skeel var fra 30. september 1768 til 11. marts 1776 (kom på ventepenge) amtmand over Dronningborg, Silkeborg og Mariager Amter, blev 29. januar 1774 Hvid Ridder og nogle måneder før sin død gehejmeråd (21. marts 1776).
Skeel overtog 1766 Stamhuset Birkelse. Desuden ejede han 1758-70 Nibstrup og fra 1768 Langholt.
10. august 1758 ægtede Skeel i Viby Kirke på Fyn Charlotte Amalie Charisius (10. marts 1737 på Constantinsborg - 26. juni 1788 i København), datter af Constantin August Charisius og Kirsten født baronesse Güldencrone. Parret fik ingen børn, og stamhuset overgik derfor til broderen Frederik Christian Skeel til Mullerup. Hustruen er begravet i Holmens Kirke.